# Messe stationnale

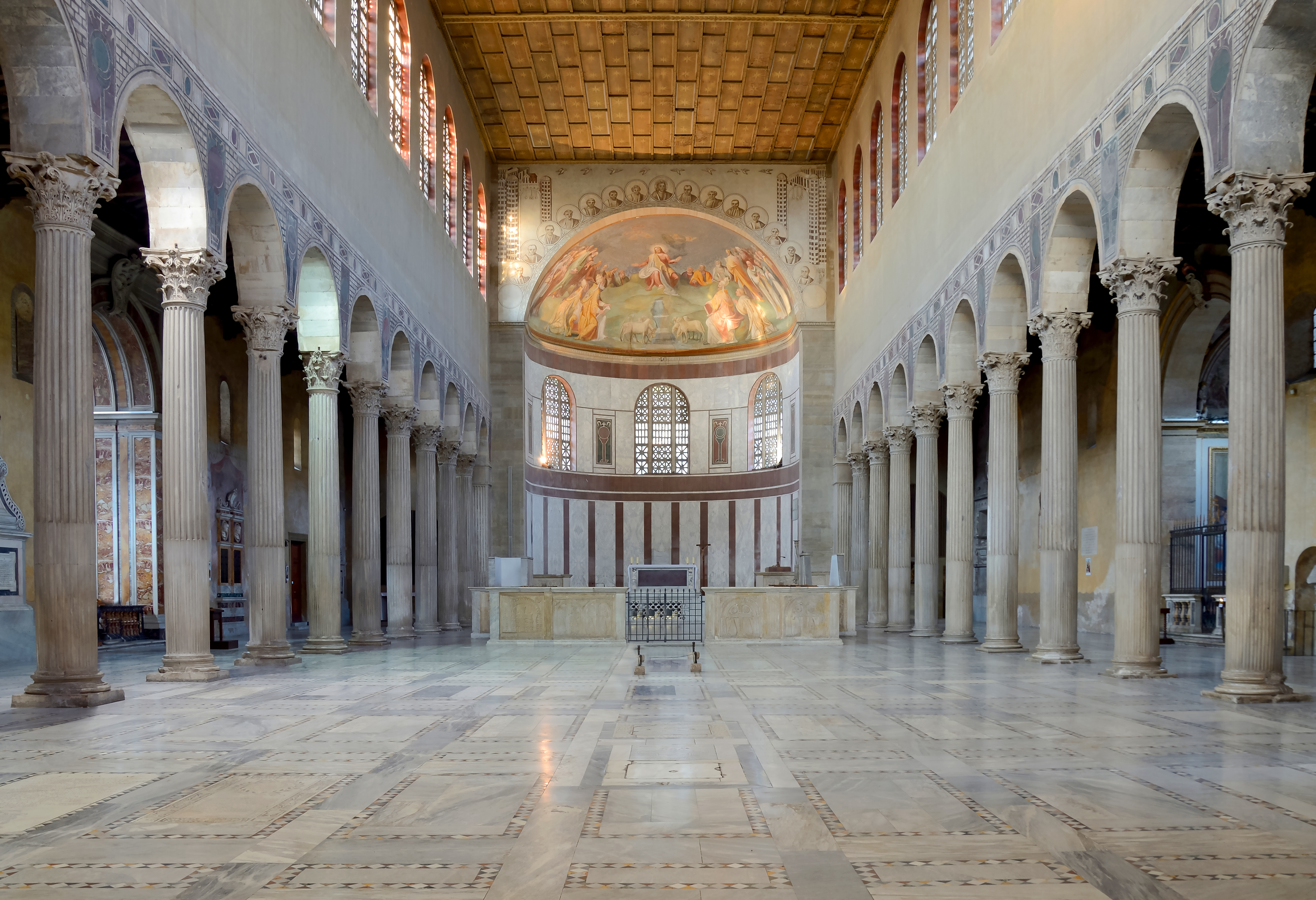
Église Santa Sabina de Rome, celle de la messe stationnale romaine traditionnelle du mercredi des Cendres

La messe stationnale,,, ou messe stationale,, est une célébration de la messe censée  représenter l'action de toute l'Église locale.
Le Concile Vatican II a déclaré : « L’évêque doit être considéré comme le grand prêtre de son troupeau ; la vie chrétienne de ses fidèles découle et dépend de lui en quelque manière. C’est pourquoi tous doivent accorder la plus grande estime à la vie liturgique du diocèse autour de l’évêque, surtout dans l’église cathédrale ; ils doivent être persuadés que la principale manifestation de l’Église réside dans la participation plénière et active de tout le saint Peuple de Dieu, aux mêmes célébrations liturgiques, surtout à la même Eucharistie, dans une seule prière, auprès de l’autel unique où préside l’évêque entouré de son presbyterium et de ses ministres».

## Spécificité
L'expression « messe stationnale » s'applique également à cette messe dans les différentes formes rituelles sous lesquelles elle a été célébrée à travers les siècles aussi bien au Moyen Âge qu'aujourd'hui.
Le premier des Ordines Romani décrit comment on célébrait à Rome, vers la fin du VIIe siècle ou le début du VIIIe siècle, « la messe stationnale, celle que célébrait le pape en personne, dans les grandes réunions liturgiques où tout le clergé et tous les fidèles étaient convoqués et même censés présents. [...] La différence tenait au caractère de l'assistance. Aux messes des chapelles, des cimetières, des titres presbytéraux, et même des grandes basiliques, hors des jours de station, il n'y avait qu'une assistance privée, une famille, une corporation, un groupe quelconque de fidèles indigènes ou de pèlerins. La messe était une messe privée. La messe publique, c'était la messe stationale, celle à laquelle toute l'église romaine était censée prendre part».
À la fin du XXe siècle et au commencement du XXIe siècle on applique le même terme à la messe de rite romain dans son actuelle forme post-Vatican II. Dans les successives éditions du Cérémonial des évêques, à partir de celle de 1984 on décrit la messe stationnale comme cette principale manifestation de l'Église locale, qui se réalise lorsque l'Évêque, en tant que grand prêtre de son troupeau, célèbre l'Eucharistie, surtout dans la cathédrale, entouré de ses prêtres et ministres, avec la participation pleine et active de tout le saint peuple de Dieu. Cette messe, dite stationnale, révèle l'unité de l'Église locale et la diversité des ministères autour de l'évêque et de la sainte Eucharistie. Il faut donc qu'y soit convoqués le plus grand nombre possible de fidèles, que les prêtres concélèbrent avec l'évêque, les diacres fassent leur ministère, les acolytes et les lecteurs exercent leurs fonctions.

## Messes stationales dans la Rome médiévale
Dans la Rome médiévale il existait deux formes de la messe stationnale, la festive et la pénitentielle. Dans la forme festive, qu'on célébrait le matin, le pape arrivait dans une procession d'apparat mais non liturgique : à cheval ou en sella gestatoria, accompagné par les représentants principaux du clergé et ses ministres, et précédés par un grand calice orné de bijoux et une grande patène, un précieux évangéliaire et l'épistolier et divers autres objets liturgiques en or et en argent. Parfois, pendant le voyage, il acceptait des pétitions qui lui venaient présentées soit en les concédant soit en les confiant à ses officiers. Dans la statio pénitentielle célébrée l'après-midi des jours de jeûne, tout le monde, y compris le pape, se réunissait dans une église désignée comme lieu de rassemblement, appelée la collecta. Après l'oraison appelée oratio ad collectam ou simplement collecta, une procession publique s'est formée qui au chant des litanies menait à l'église stationnale, où on célébrait la messe,,.
Le mot latin statio, qui peut indiquer un poste militaire, monter la garde, était utilisé par les premiers chrétiens pour désigner un jeûne religieux. Dans le Pasteur d'Hermas, œuvre chrétienne en langue grecque écrite à Rome au début du IIe siècle, on trouve inséré dans le texte grec ce mot latin : « Pourquoi es-tu venu ici de si grand matin ? — C'est que, seigneur, je fais statio. — Qu'est-ce que cette statio ? dit-il. — Je jeûne, seigneur, dis-je».
Ambroise de Milan (339-397) interprète les jeûnes des chrétiens au sens figuré par rapport à leur lutte contre les mauvais esprits : « Nos jeûnes sont nos camps, qui nous défendent des attaques du malin, et nous les appelons stations, parce que nous nous assistons debout (stantes) et persévérant en eux, nous rejetons les pièges des ennemis. La même métaphore se retrouve chez Tertullien (vers 155 - vers 220), tant dans l'ouvrage Ad uxorem que dans De oratione, où il explique : Statio de militare exemplo nomen accipit, nam et militia Dei sumus («  statio tire son nom du monde militaire, puisqu'en fait nous sommes l'armée de Dieu »). 
« Statio en vint finalement à désigner une liturgie solennelle célébrée par le pape ou son délégué, soit dans l'une des basiliques, soit, avec le culte croissant des martyrs, dans un cimetière».

## Cérémonial
L'Ordo Romanus I décrit le cérémonial de la messe stationnale festive célébrée à la Basilique Sainte-Marie-Majeure le jour de Pâques vers la fin du VIIe siècle ou le début du VIIIe siècle, La messe commence par la procession de la sacristie à l'autel. À l'arrivée au sanctuaire de l'église, deux acolytes présentent au pape dans une sorte de châsse ouverte les sancta, un fragment de pain consacré provenant d'une messe précédente. Le pape incline la tête en signe de respect avant d'en choisir combien utiliser dans le rite de l'immixtio après le Pater noster,,,. All'arrivée à l'autel le pape donne le baiser de paix à un des sept évêques cardinaux attachés à la basilique du Latran, à un des prêtres et à chacun des sept diacres régionnaires, et il baise l'évangéliaire (mis sur l'autel avant la messe) et l'autel. Après la lecture de l'Épître et de l'Évangile (cette-ci faite avec grande solemnité), on fait la collecte des pains au levain et du vin, dont la quantité nécessaire pour le sacrifice est disposée sur l'autel. À conclusion de l'embolisme du Pater noster, le pape dit Pax Domini sit semper vobiscum (« La paix du Seigneur soit toujours avec vous »), en mettant dans la coupe un morceau des sancta, c'est-à-dire le pain présanctifié (rite qui s'appelle l'immixtio). Et on échange le baiser de paix. Alors le pape enlève un morceau d'un des trois pains de son offrande personnelle et le laisse sur l'autel; il place le reste sur la patène (un plateau assez grand pour contenir plusieurs pains levés), et il se retire sur son siège. On met les autres pains dans des petits sacs tenus par les acolytes, qui les apportent aux évêques et aux prêtres qui les rompent au chant de l'Agnus Dei quand le pape en donne le signal. En attendant ce moment, le « nomenclator» et le « vicedominus » (le majordomme) s'approchent du pape, auxquels le pape dicte les noms des invités à la table pontificale ou du « vicedominus », et qui ensuite préviennent les personnes invitées. Après l'Agnus Dei et la fraction du pain, un diacre porte la patène au pape, qui en recevant la communion fait encore une immixtio des sancta, en disant : Fiat commixtio et consecratio corporis et sanguinis Domini nostri Iesu Christi accipientibus nobis in vitam aeternam. Pax tecum. Et cum spiritu tuo.
Évidemment, le cérémonial d'environ l'an 700 n'était pas tout à fait identique à celui des périodes antérieures ou postérieures. Un siècle plus tôt, aux temps du pape Grégoire Ier, le peuple répondait au chant du Kyrie. « Mais dans Ordo I la schola cantorum le chante seule, et le peuple ne font rien. Il y a eu un développement, et dans le sens habituel romain, éliminant progressivement la participation active du peuple au culte public». De même, le peuple ne se joigne pas au chant de l'Agnus Dei.
Jochen Schmidt observe que à un moment donné du développement du rite romain la première immixtio dont parle l'Ordo Romanus I a été quasi absorbée par la seconde et dans la messe de l'Ordo IV, il n'y a plus d'immixtio à la Pax Domini sit semper vobiscum. Il n'y a que le deuxième rite de mélange avant la communion du calice du pape, et le premier rite d'immixtio n'a jamais traversé les Alpes
Vers le IXe siècle les pains communs sont progressivement remplacés par l'azyme, pratique devenue obligatoire au XIe siècle, et les gaufrettes rondes actuellement utilisées sont apparues vers le XIIe siècle, quand on a commencé à couper la pâte sans levain in modum denarii, dans la forme d'une monnaie. Les modifications introduites dans la messe romaine au nord des Alpes entre le VIIIe et le Xe siècle ont été adoptées aussi par les papes et la liturgie hybride qui en résulta devint celle des célébrations stationnales de l'église de Rome.

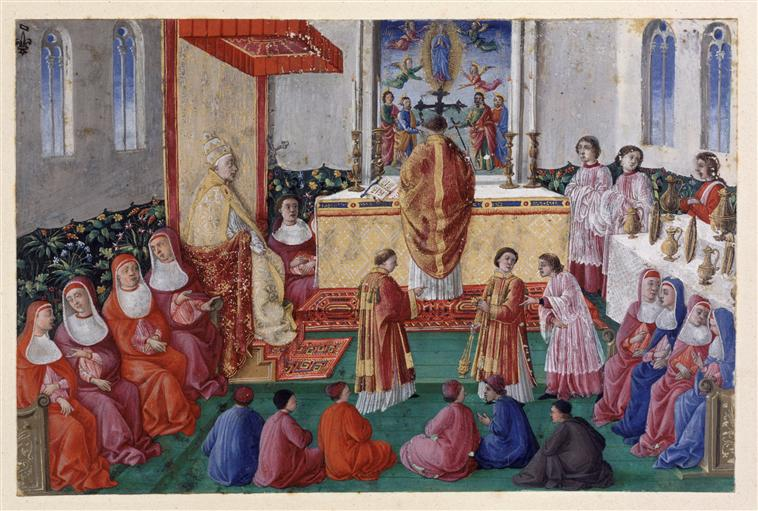
Messe solennelle coram papa à la Chapelle Sixtine, avec Sixte IV. Miniature de Giuliano Amidei, musée Condé.

Aux XIIIe et XIVe siècles la coutume de la messe stationnale se perd à Rome, surtout avec la papauté d'Avignon, mais les noms des stations restent inscrits dans les sacramentaires. On sait que quelquefois mais rarement les papes assistaient à des messes stationnales, comme Nicolas V, avec ses cardinaux, pendant l'Année sainte 1450 et Alexandre VI en 1493. Ces messes se célébraient dans l'abside de la Basilique Saint-Pierre ou dans une chapelle du palais du Vatican : Sixte V a construit la chapelle Sixtine précisément dans le but d'avoir à sa disposition une chapelle appropriée pour de telles cérémonies
Les indications des stations romains ont été conservées encore dans le Missel romain tridentin depuis la première édition (1570) du pape Pie V jusqu'à la dernière (1962) du pape Jean XXIII, dans lesquelles le lieu de la station explique souvent l'emploi des textes du propre de la messe. Ainsi, l'épître du dimanche de la Sexagésime, qui parle des grands travaux de l'apôtre saint Paul, s'explique par le fait que la station de ce jour avait lieu à Saint-Paul-hors-les-murs.
Même en absence des messes papales stationnales, les pèlerinages aux églises des stations romaines se poursuivirent, comme a attesté dans la seconde moitié du XVIe siècle un témoin oculaire qui raconte que l'afflux des fidèles, notamment le mercredi des Cendres, était si nombreux et si continu qu'on l'appelait « le fleuve » et l'on comparait à celui des abeilles autour de leur ruche.
Le pape Sixte V (1585-1590) voulut reprendre la tradition des messes stationnales dans les églises indiquées le mercredi des Cendres et les dimanches de carême, « non seulement pour les visiter, comme c'était la coutume depuis de nombreuses années, mais pour y célébrer la chapelle papale, avec participation du Collège des cardinaux et de toute la cour papale ». Pour la célébrer face au peuple, il déplaça l'autel de la basilique de Santa Sabina "loin de la tribune [c'est-à-dire l'abside] pour autant d'espace que nécessaire et commode à la Chapelle papale, de sorte que le Souverain Pontife au milieu, et  les cardinaux autour, peuvent s'y asseoir et assister au saint sacrifice de la messe". Les cardinaux préférèrent le confort de la basilique Saint-Pierre au Vatican et de la Chapelle Sixtine et les successeurs immédiats de Sixte V ne renouvelèrent pas l'expérience,
Le texte de la messe stationnale célébrée sous Sixte V devait être celui de l'édition tridentine du Missel romain récemment (1570) promulgué par Pie V, comme le texte de la messe stationnale moderne est ce de l'actuel Missel romain.

## Liste des églises stationnales dans le Missel tridentin
Le Missel romain tridentin indiquait 43 églises romaines affectées à la célébration de la messe stationnale dans 89 jours de l'année: les quatre dimanches de l'Avent, sept fêtes du temps de Noël, les trois dimanches du temps de la Septuagésime, tous les dimanches et les jours fériés du Carême, du temps de la Passion et de l'octave de Pâques, l'Octave de la Pentecôte et les jours du Quatre-Temps et des Rogations.
| Jour liturgique                            | Église stationnale                             |
| Premier dimanche de l'Avent                | Basilique Sainte-Marie-Majeure                 |
| Deuxième dimanche de l'Avent               | Basilique Sainte-Croix-de-Jérusalem            |
| Troisième dimanche de l'Avent              | Basilique Saint-Pierre                         |
| Mercredi du Quatre-Temps de l'Avent        | Basilique Sainte-Marie-Majeure                 |
| Vendredi du Quatre-Temps de l'Avent        | Basilique des Saints-Apôtres de Rome           |
| Samedi du Quatre-Temps de l'Avent          | Basilique Saint-Pierre                         |
| Quatrième dimanche de l'Avent              | Basilique des Saints-Apôtres de Rome           |
| Vigile de Noël                             | Basilique Sainte-Marie-Majeure                 |
| Noël, la nuit                              | Basilique Sainte-Marie-Majeure                 |
| Noël, l'aube                               | Basilique Sant'Anastasia al Palatino           |
| Noël, le jour                              | Basilique Sainte-Marie-Majeure                 |
| Saint Étienne                              | Église Saint-Étienne-le-Rond                   |
| Saint Jean évangéliste                     | Basilique Sainte-Marie-Majeure                 |
| Saints Innocents                           | Basilique Saint-Paul-hors-les-Murs             |
| Circoncision de Jésus                      | Basilique Sainte-Marie-du-Trastevere           |
| Épiphanie                                  | Basilique Saint-Pierre                         |
| Dimanche de Septuagésime                   | Basilique Saint-Laurent-hors-les-Murs          |
| Dimanche de Sexagésime                     | Basilique Saint-Paul-hors-les-Murs             |
| Dimanche de Quinquagésime                  | Basilique Saint-Pierre                         |
| Mercredi des Cendres                       | Église Santa Sabina de Rome                    |
| Jeudi après les Cendres                    | Église San Giorgio in Velabro                  |
| Vendredi après les Cendres                 | Basilique Santi Giovanni e Paolo               |
| Samedi après les Cendres                   | Église de saint Tryphon                        |
| Premier dimanche de Carême                 | Basilique Saint-Jean-de-Latran                 |
| Lundi de la première semaine de Carême     | Basilique Saint-Pierre-aux-Liens               |
| Mardi de la première semaine de Carême     | Basilique Sant'Anastasia al Palatino           |
| Mercredi du Quatre-Temps de Carême         | Basilique Sainte-Marie-Majeure                 |
| Jeudi de la première semaine de Carême     | Église San Lorenzo in Panisperna               |
| Vendredi du Quatre-Temps de Carême         | Basilique des Saints-Apôtres de Rome           |
| Samedi du Quatre-Temps de Carême           | Basilique Saint-Pierre                         |
| Deuxième dimanche de Carême                | Basilique Santa Maria in Domnica               |
| Lundi de la deuxième semaine de Carême     | Basilique Saint-Clément-du-Latran              |
| Mardi de la deuxième semaine de Carême     | Église Santa Balbina all'Aventino              |
| Mercredi de la deuxième semaine de Carême  | Église Sainte-Cécile-du-Trastevere             |
| Jeudi de la deuxième semaine de Carême     | Basilique Sainte-Marie-du-Trastevere           |
| Vendredi de la deuxième semaine de Carême  | Basilique San Vitale de Rome                   |
| Samedi de la deuxième semaine de Carême    | Église Santi Marcellino e Pietro al Laterano   |
| Troisième dimanche de Carême               | Basilique Saint-Laurent-hors-les-Murs          |
| Lundi de la troisième semaine de Carême    | Basilique San Marco Evangelista al Campidoglio |
| Mardi de la troisième semaine de Carême    | Basilique Santa Pudenziana                     |
| Mercredi de la troisième semaine de Carême | Basilique San Sisto Vecchio                    |
| Jeudi de la troisième semaine de Carême    | Basilique Santi Cosma e Damiano                |
| Vendredi de la troisième semaine de Carême | Basilique San Lorenzo in Lucina                |
| Samedi de la troisième semaine de Carême   | Église Santa Susanna alle Terme di Diocleziano |
| Quatrième dimanche de Carême               | Basilique Sainte-Croix-de-Jérusalem            |
| Lundi de la quatrième semaine de Carême    | Basilique des Quatre-Saints-Couronnés          |
| Mardi de la quatrième semaine de Carême    | Église San Lorenzo in Damaso                   |
| Mercredi de la quatrième semaine de Carême | Basilique Saint-Paul-hors-les-Murs             |
| Jeudi de la quatrième semaine de Carême    | Basilique San Martino ai Monti (Rome)          |
| Vendredi de la quatrième semaine de Carême | Église Sant'Eusebio de Rome                    |
| Samedi de la quatrième semaine de Carême   | Basilique San Nicola in Carcere                |
| Dimanche de la Passion                     | Basilique Saint-Pierre                         |
| Lundi de la Passion                        | Basilique San Crisogono                        |
| Mardi de la Passion                        | Église de saint Cyriaque à Rome (démolie)      |
| Mercredi de la Passion                     | Église San Marcello al Corso                   |
| Jeudi de la Passion                        | Basilique Sant'Apollinare de Rome              |
| Vendredi de la Passion                     | Église Sant'Eusebio de Rome                    |
| Samedi de la Passion                       | Église Saint-Étienne-le-Rond                   |
| Dimanche des Rameaux                       | Basilique Saint-Jean-de-Latran                 |
| Lundi saint                                | Basilique Santa Prassede                       |
| Mardi saint                                | Église Santa Prisca                            |
| Mercredi saint                             | Basilique Sainte-Marie-Majeure                 |
| Jeudi saint                                | Basilique Saint-Jean-de-Latran                 |
| Vendredi saint                             | Basilique Sainte-Croix-de-Jérusalem            |
| Samedi saint                               | Basilique Saint-Jean-de-Latran                 |
| Dimanche de Pâques                         | Basilique Sainte-Marie-Majeure                 |
| Lundi de Pâques                            | Basilique Saint-Pierre                         |
| Mardi de Pâques                            | Basilique Saint-Paul-hors-les-Murs             |
| Mercredi de Pâques                         | Basilique Saint-Laurent-hors-les-Murs          |
| Jeudi de Pâques                            | Basilique des Saints-Apôtres de Rome           |
| Vendredi de Pâques                         | Santa Maria ad Martyres                        |
| Samedi de Pâques                           | Basilique Saint-Jean-de-Latran                 |
| Dimanche in albis                          | Basilique San Pancrazio                        |
| Rogations, le dimanche                     | Basilique Saint-Pierre                         |
| Rogations, lundi                           | Basilique Sainte-Marie-Majeure                 |
| Rogations, mardi                           | Basilique Saint-Jean-de-Latran                 |
| Rogations, mercredi                        | Basilique Saint-Pierre                         |
| Ascension (fête)                           | Basilique Saint-Pierre                         |
| Vigile de Pentecôte                        | Basilique Saint-Jean-de-Latran                 |
| Pentecôte                                  | Basilique Saint-Pierre                         |
| Lundi de Pentecôte                         | Basilique Saint-Pierre-aux-Liens               |
| Mardi de Pentecôte                         | Basilique Sant'Anastasia al Palatino           |
| Mercredi du Quatre-Temps de Pentecôte      | Basilique Sainte-Marie-Majeure                 |
| Jeudi de Pentecôte                         | Basilique Saint-Paul-hors-les-Murs             |
| Vendredi du Quatre-Temps de Pentecôte      | Basilique des Saints-Apôtres de Rome           |
| Samedi du Quatre-Temps de Pentecôte        | Basilique Saint-Pierre                         |
| Mercredi du Quatre-Temps de septembre      | Basilique Sainte-Marie-Majeure                 |
| Vendredu du Quatre-Temps de septembre      | Basilique des Saints-Apôtres de Rome           |
| Samedi du Quatre-Temps de septembre        | Basilique Saint-Pierre                         |